# کشنده (کامیون)

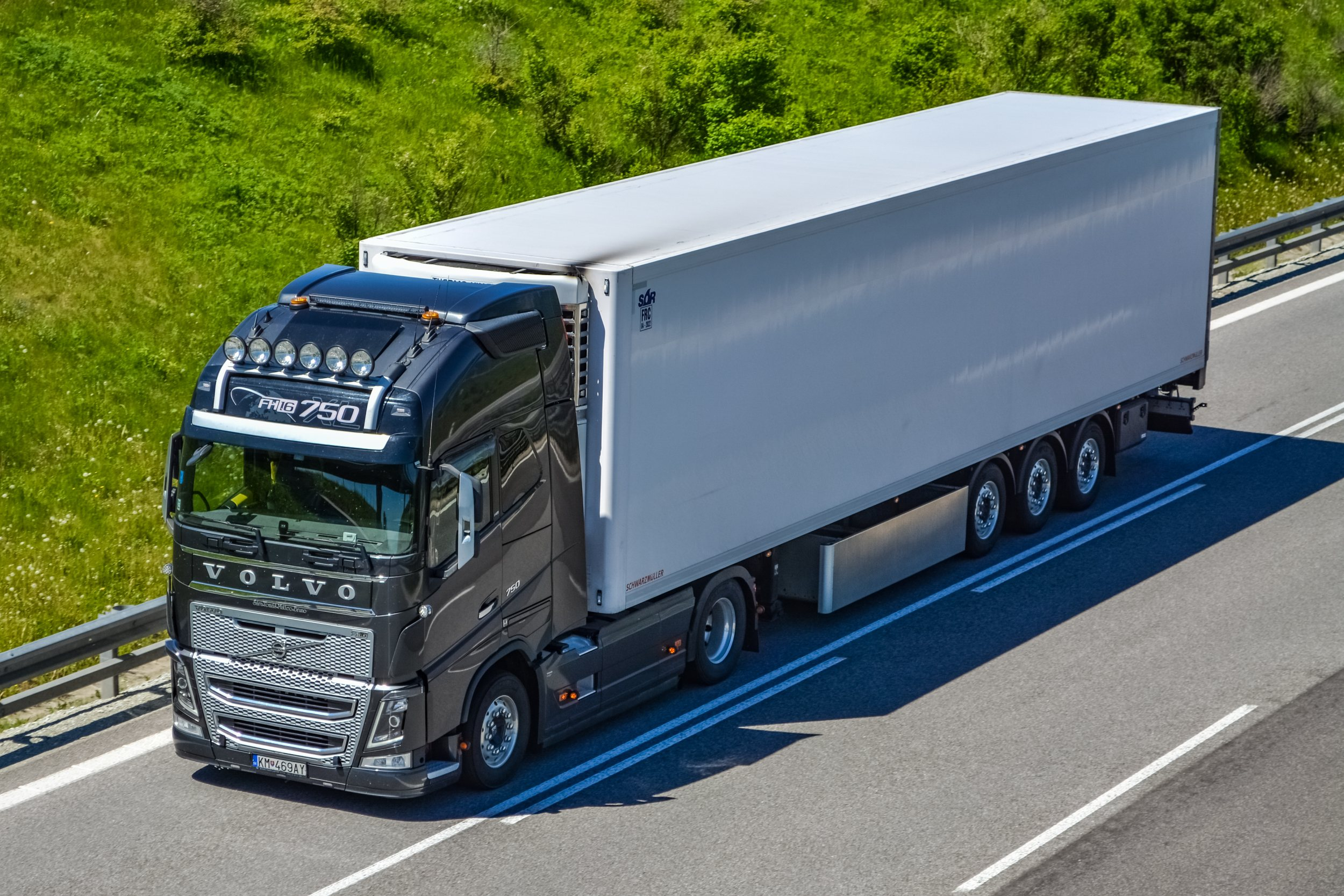
کامیون ولوو اِف‌اِچ ۱۶

کامیون یا کشنده به انگلیسی (Truck) ماشین سنگینی با موتور های قدرتمند دیزل است که برای بار کشتی و جابجایی بار های سنگین استفاده می‌شود.

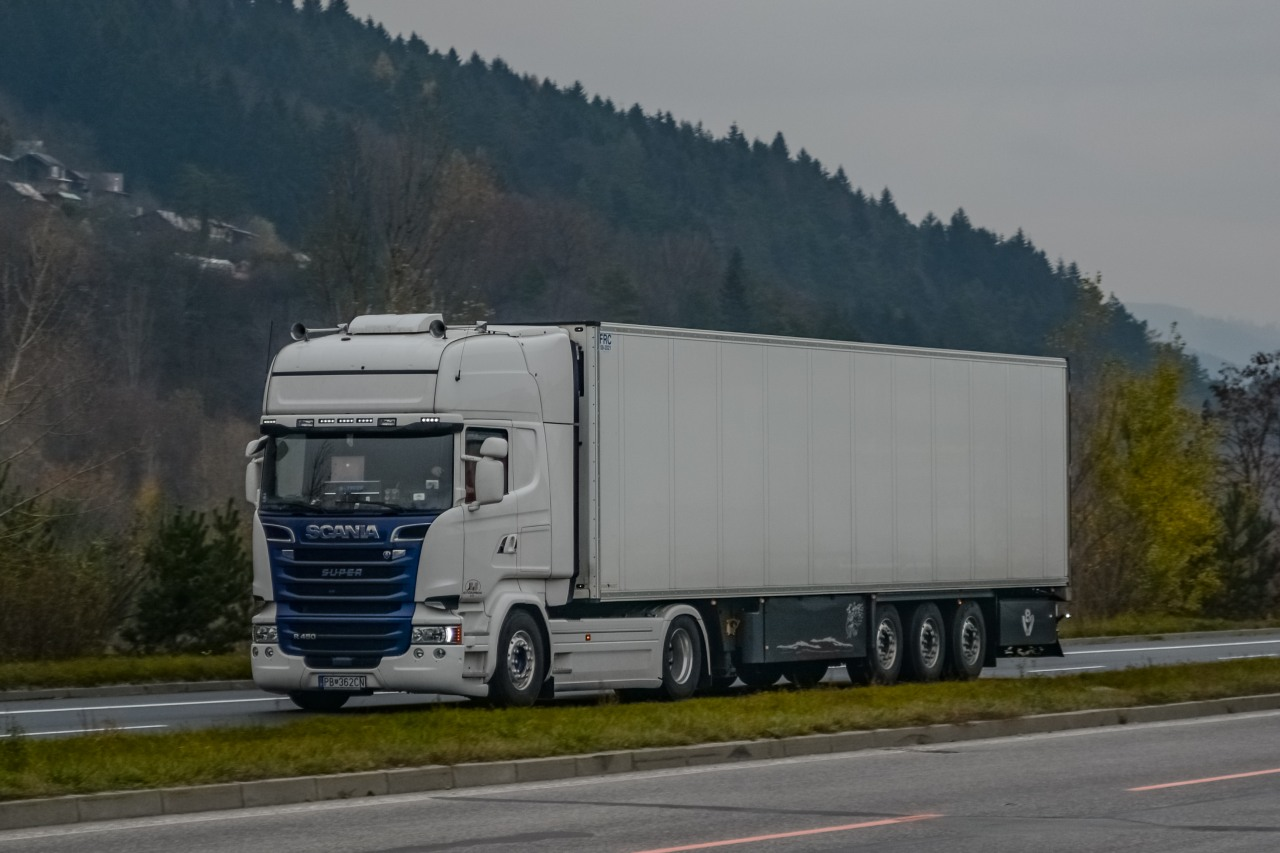
اسکانیا سری آر ۲۰۱۲

کامیون یا کشنده، خودرو موتوری سَنگین و کششی است که قدرت محرک لازم را برای یک بار یدک و یا تریلی فراهم می‌کند. این واحد ها به دو دسته عمده تقسیم می‌شوند.

## انواع کشنده‌ها

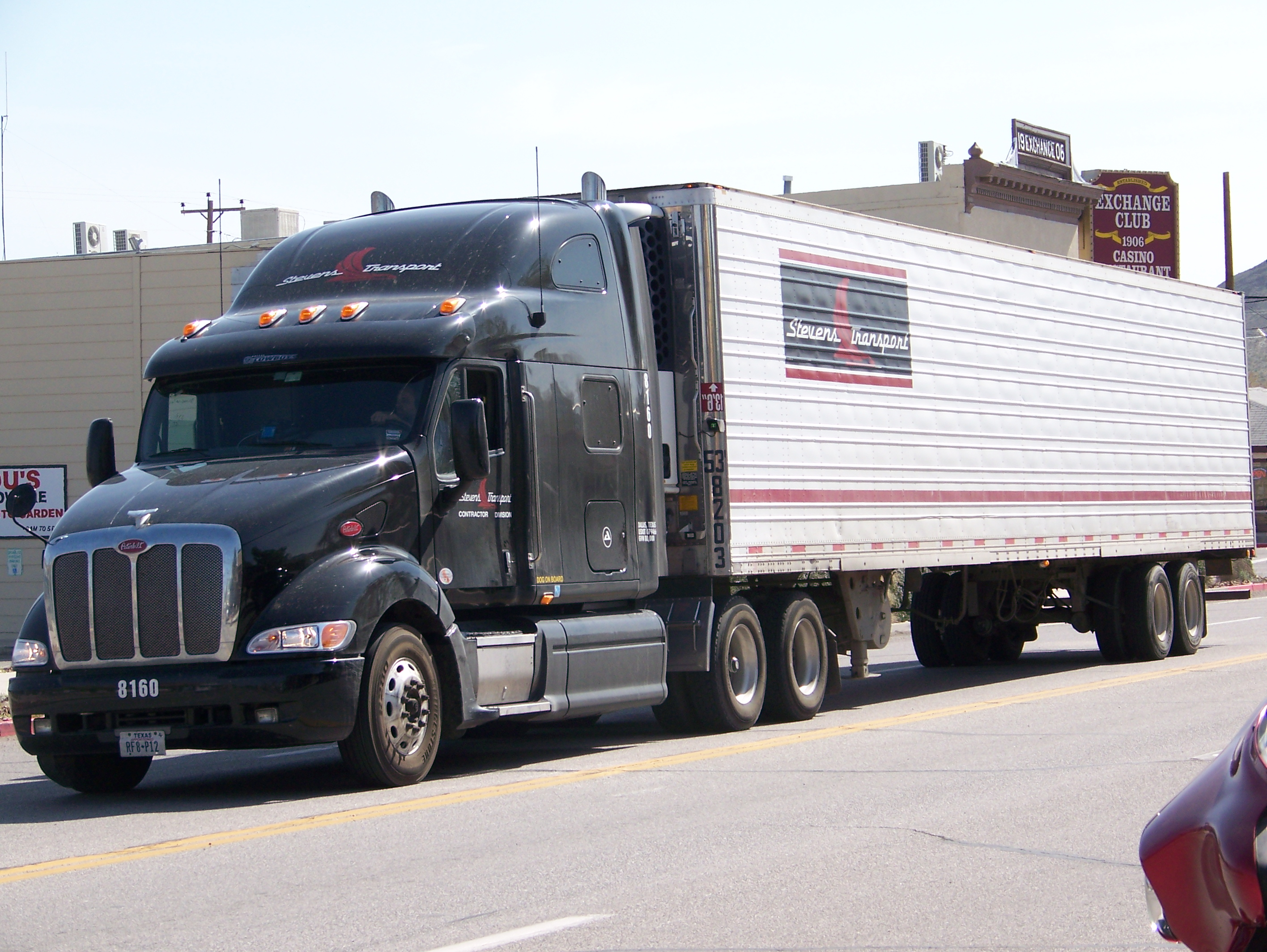
پیتربیلت ۵۷۹

کشنده‌ها به لحاظ ظاهری به دو دسته‌ی اصلی تقسیم می‌شوند: Cab Over Engine  (اتاق بالای موتور) یا به اختصار COE که با نام بدون دماغ هم شناخته می‌شوند، و به Conventional (موتور در جلوی اتاق یا دماغدار) تقسیم می‌شوند.
به طور عمومی، کشنده‌های اروپایی به دلیل قوانین و مقررات ترددی و عرض جاده‌ها به صورت بدون دَماغ هستند. از جمله این سبک کشنده‌ها می‌توان به اسکانیا S500، ولوو FH500، مرسدس بنز آکتروس MP5، دیما HT490، پیلسان 480، ویرا Y3 و... اشاره کرد.
از نمونه‌های دماغدار هم می‌توان به گونه‌هایی از پیتربیلت 386، ولوو VNL، شاکمان ویرا Z3 اشاره کرد.